# T-34
T-34 a fost un tanc mediu fabricat în Uniunea Sovietică din 1940 până în 1958. Prima dată a fost produs la uzina KhPZ din Harkov, R. S. S. Ucraineană. A fost principalul tanc de luptă al Armatei Roșii în timpul celui de-al Doilea Război Mondial. A rămas în istorie ca fiind al doilea tanc ca producție din istorie, după succesorul său din seria T-54/55. A fost exportat masiv, aflându-se încă în inventarul unor armate din lume.
T-34 a fost dezvoltat din seria de tancuri rapide BT și trebuia să le înlocuiască pe acestea și pe tancul ușor T-26 pe câmpul de luptă. Când a fost introdus prima dată în dotarea armatei, era cel mai echilibrat tanc din punct de vedere al armamentului, mobilității, blindajului și fiabilității. Cu toate acestea, eficacitatea sa în primele lupte era redusă din cauza numărului relativ mic de tancuri disponibile, ergonomiei, lipsei acute de echipament radio și tacticii greșite. Turela fusese proiectată pentru 2 persoane, iar comandantul tancului se ocupa și de armament.
Designul și construcția tancului au suferit numeroase modificări în timpul războiului pentru a permite creșterea eficacității și a producției. La începutul anului 1944, modelul T-34/85 a fost introdus în dotarea trupelor de pe front. Având o turelă îmbunătățită (pentru 3 persoane) și un tun de calibrul 85 mm, T-34 a înlocuit multe dintre tancurile ușoare și grele, devenind principalul tanc de luptă al Armatei Roșii. Succesorul său este tancul T-44 care a fost produs aproape până la sfârșitul celui de-al Doilea Război Mondial, fiind urmat de seria T-54/55, care a fost fabricat până în 1981.

## Proiectare

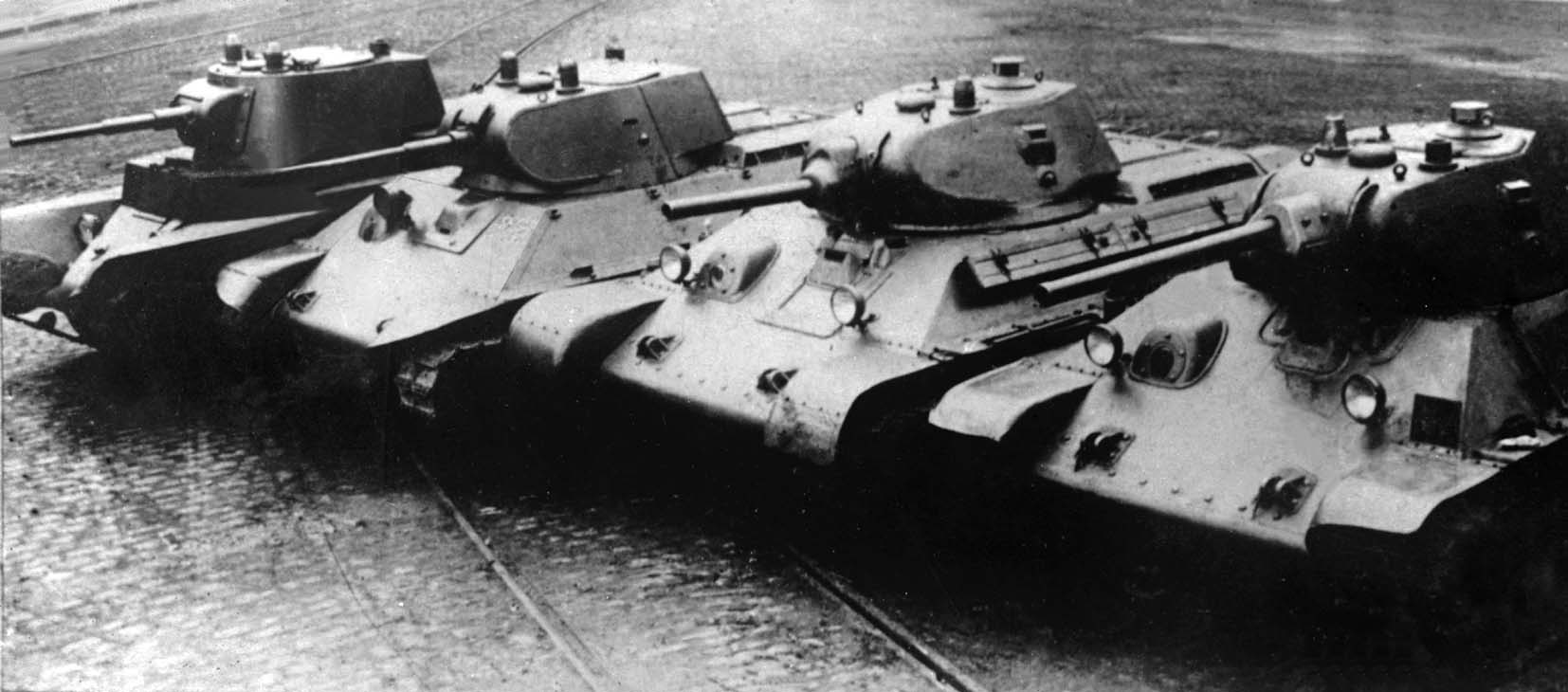
De la stânga la dreapta: tancul BT-7M, prototipul A-20, T-34 model 1940 și T-34 model 1941

În 1939, majoritatea blindatelor din dotarea Armatei Roșii erau tancurile ușoare T-26 și tancurile rapide din seria BT. T-26 era un tanc lent, menit să țină pasul cu infanteria și să asigure sprijin acesteia. Tancurile BT erau tancuri ușoare și rapide, de cavalerie, menite să atace și să distrugă alte tancuri. Cele două tancuri erau foarte ușor blindate, fiind gândite să reziste la focul mitralierelor. Prin urmare, erau foarte vulnerabile la atacurile puștilor antitanc și tunurilor anticar de calibrul 37 mm. Ambele tancuri erau echipate cu motoare pe benzină care luau foc ușor și erau bazate pe proiecte din țări străine: T-26 avea la bază carul de luptă britanic Vickers de 6 tone, iar seria BT se baza pe schițele inginerului american Walter Christie.
În 1937, Armata Roșie l-a numit pe inginerul Mihail Koșkin la conducerea unei echipe care trebuia să vină cu planuri noi pentru succesorul tancului BT. Tancul urma să fie produs la uzinele Kharkiv Komintern Locomotive Plant (KhPZ) din Harkov, Ucraina. Primul prototip, denumit A-20, avea un blindaj gros de 20 mm, era echipat cu un tun anticar de calibrul 45 mm și un motor V-2 diesel. Prototipul era gândit să poată rula la nevoie direct pe galeți, fără șenile. Acest detaliu a mărit viteza maximă la 85 km/h, dar nu aducea nici un avantaj real în luptă. A-20 avea blindajul înclinat, fiindcă testele anterioare dovediseră că un blindaj înclinat avea mai multe șanse să devieze un proiectil decât blindajul vertical.
Koșkin l-a convins pe Iosif Stalin să-l lase să construiască un alt prototip, un „tanc universal”. Acesta urma să fie mult mai bine protejat și înarmat decât prototipul anterior. Denumit A-32, noul proiect avea un blindaj frontal cu o grosime de 32 mm, un tun de calibrul 76,2 mm și era echipat cu același model de motor diesel, mult mai fiabil decât cele pe benzină. Ambele prototipuri au fost testate în poligonul de la Kubinka, unde modelul A-32 s-a dovedit a fi la fel de mobil ca predecesorul său A-20. O versiune și mai grea a prototipului A-32 a fost aprobată: blindajul era mărit la 45 de mm, iar șenilele urmau să fie mai late. În urma acestor modificări, tancul a intrat pe linia de producție sub numele de T-34. Koșkin a ales numeralul 34 pentru că în 1934 a început să pună la punct planurile pentru noul tanc universal. Tot atunci, armata sovietică a decretat mărirea numărului de tancuri și l-a numit pe Sergo Ordzhonikidze responsabil de producția tancurilor.
În ianuarie 1940, Koșkin a terminat 2 prototipuri. În lunile aprilie și mai, acestea au fost supuse unui test de anduranță. Câteva modificări au fost aduse transmisiei ca urmare a acestor teste. Succesul diviziilor Panzer în Franța și performanța foarte slabă a tancurilor sovietice în timpul războiului cu Finlanda au risipit orice discuții legate de performanța tancului și costul de producție. În septembrie 1940, T-34 a înlocuit complet producția de tancuri T-26, BT și T-28 la uzina KhPZ. Koșkin a murit din cauza unei pneumonii în aceeași lună. Alexander Morozov, proiectantul transmisiei T-34, a fost succesorul său la conducerea proiectului.
T-34 avea o suspensie Christie după modelul tancurilor BT, un motor diesel puternic, un blindaj superior, șenile late potrivite pentru condițiile din Rusia și un tun de calibrul 76,2 mm. Germanii au denumit acest model T-34/76 din cauza calibrului tunului. În 1944, o variantă îmbunătățită a fost proiectată. Aceasta avea o turelă mai mare și un tun de calibrul 85 mm. Modelul a fost numit T-34/85 în consecință.

## Producție

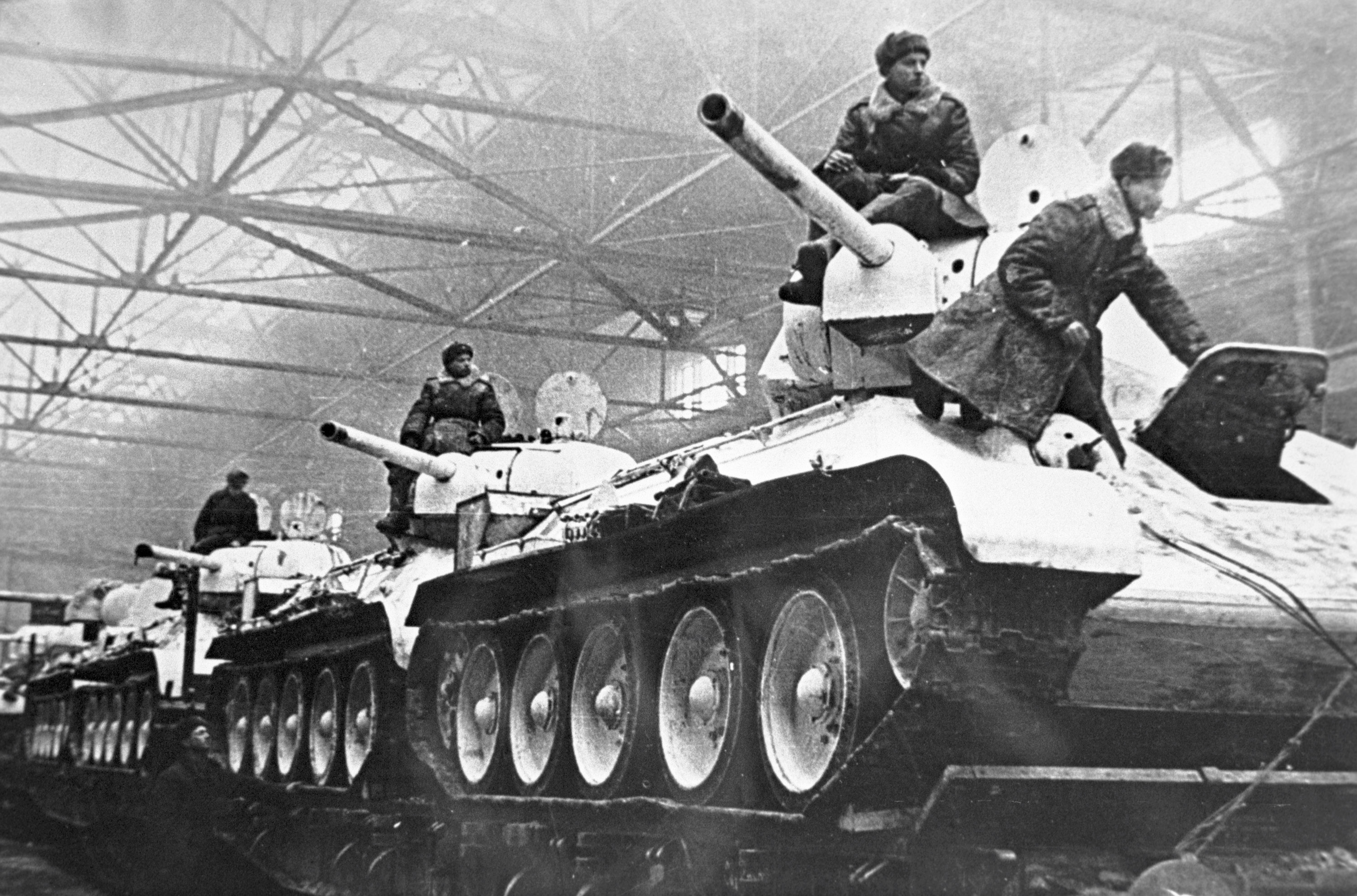
Tancuri T-34 construite la fabrica Uralmaș în drum spre front.

T-34 a pus unele probleme industriei sovietice. Era cel mai greu tanc mediu produs până atunci în Uniunea Sovietică și piesele necesare construcției tancului proveneau de la mai multe uzine: motorul diesel V-2 era fabricat la Harkov, fabricile Kirovsky (denumite anterior Putilov) produceau tunul inițial L-11, iar fabrica Dinamo din Moscova asigura echipamentul electric. Toate piesele erau asamblate inițial la Harkov. La începutul anului 1941, producția a început și la fabrica de tractoare din Stalingrad, apoi în iulie, la scurt timp după invazia germană, producția a fost demarată și la fabrica Krasnoie Sormovo din Gorky. Din cauza problemelor de logistică și producție, fabrica din Gorky a montat inițial motoarele de la tancurile BT pe T-34. Acestea erau pe benzină și luau foc relativ ușor. O transmisie și un ambreiaj inferior au fost folosite până când fabrica a pus la punct deficiențele. Doar tancurile comandanților erau dotate cu aparate radio. Restul tancurilor erau coordonate prin semnalizarea cu stegulețe speciale.
Tunul L-11 nu s-a dovedit a fi o alegere inspirată. Rapoartele de pe câmpul de luptă nu erau încurajatoare. Fabrica din Gorky a venit cu o soluție: a fost proiectat tunul F-34, având același calibru. Deși nu a fost aprobat oficial, uzinele KhPZ și cele din Gorky au montat tunul oricum. Aprobarea a venit mult mai târziu, după ce noul tun a fost lăudat de tanchiștii ruși. Producția a avut de suferit inițial și din cauza presiunilor politice. Competiția dintre proiectele T-34 și tancurile grele KV-1 și-a adus aportul la numărul mic de tancuri T-34 disponibile la începutul războiului. Din cauza vitezei armatei germane, fabricile de tancuri au fost mutate dincolo de munții Urali. Această mișcare a întarziat și mai mult producția de tancuri. Din cauza acestor dificultăți, au fost luate măsuri urgente pentru simplificarea producției. După doi ani de zile, costul unui T-34 a scăzut de la ~270.000 de ruble, la 193.000, apoi la 135.000. Noi tehnici de asamblare au fost folosite. Tunul principal F-34 a fost simplificat: de la 861 de componente cât avea inițial, a ajuns la 614 componente. Până la sfârșitul anului 1942, timpul necesar producției a fost înjumătățit, deși muncitorii experimentați fuseseră trimiși pe front. Forța de muncă din uzine era alcătuită astfel: 50% femei, 15% băieți și 15% bătrâni și invalizi. Numai 20% dintre cei mai experimentați muncitori fuseseră păstrați în uzine. Calitatea construcției a avut de suferit, însă nu și eficacitatea.
Până la sfârșitul anului 1945, peste 57.000 de tancuri T-34 fuseseră construite: 34.780 de tancuri T-34/76 și 22.559 de tancuri T-34/85. În 1946, 2701 de tancuri T-34 au fost construite. Producția în masă a încetat. Producția sub licență a continuat în Cehoslovacia (3185 tancuri) și Polonia (1380 tancuri). La sfârșitul anilor 1960, tancurile T-34/85 au fost modernizate pentru export și pentru a fi ținute în rezerva strategică a Armatei Roșii. Ele au fost dotate cu transmisia tancului T-54/55, o dovadă a nivelului standardizării din Uniunea Sovietică.
Numărul total de tancuri fabricate este estimat la 84.070 de exemplare. În plus, 13.170 de tunuri autopropulsate au fost construite pe șasiul folosit de T-34.

## Variante

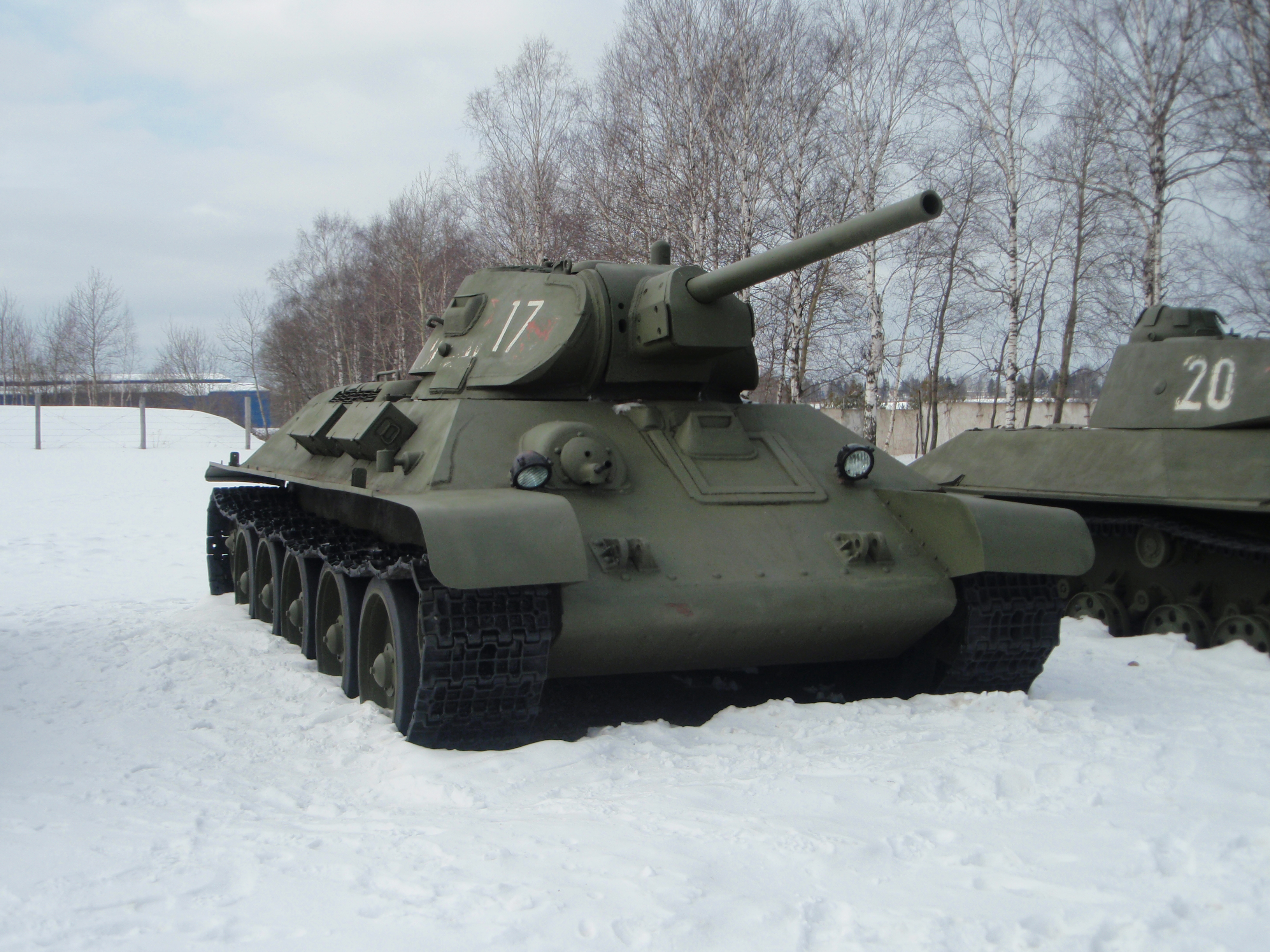
T-34 model 1941

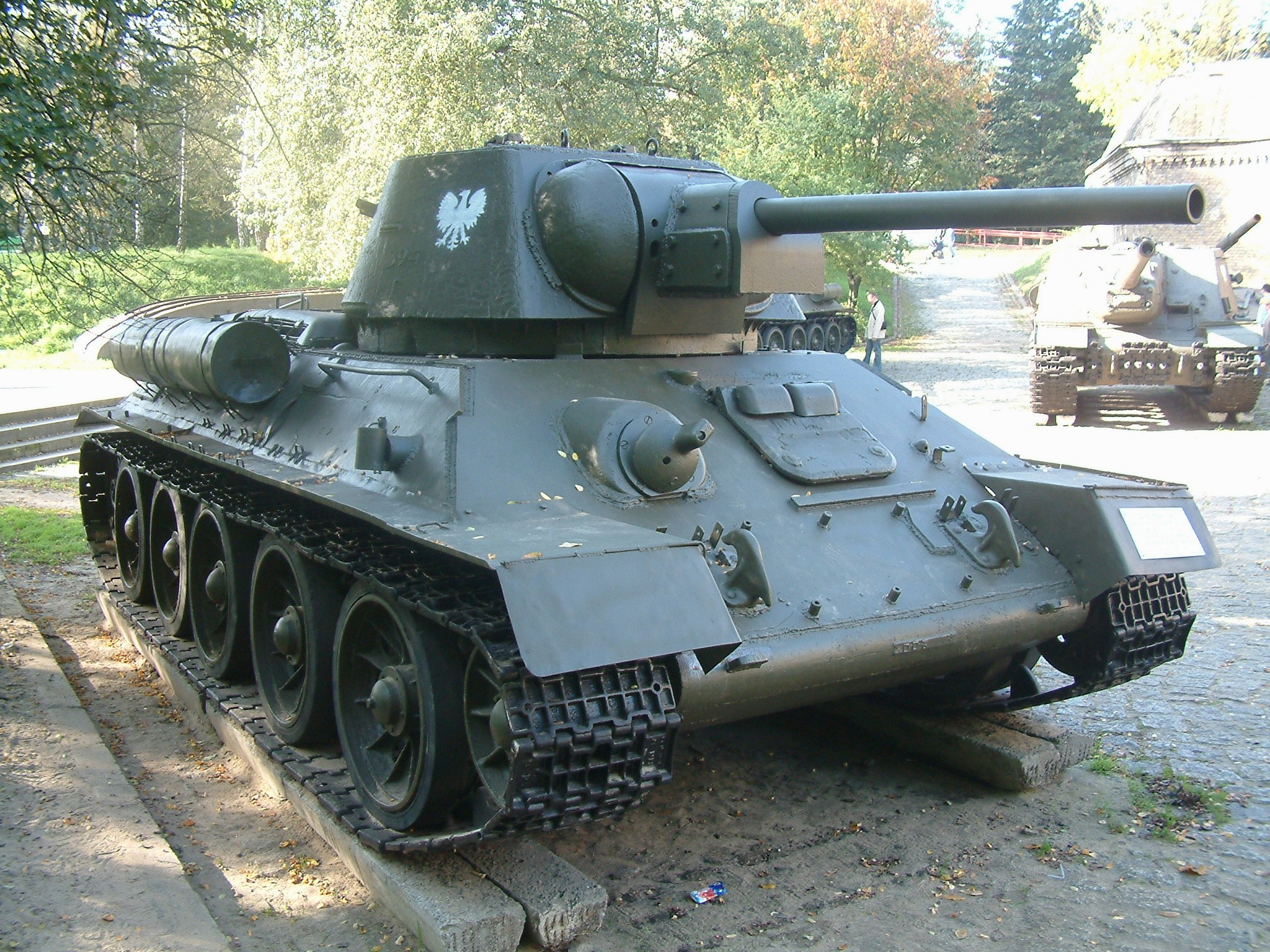
T-34 model 1943

Din cauza numărului imens de exemplare construite și fiindcă erau produse în multe fabrici, modelele de T-34 sunt greu de identificat.
Tancul T-34 (sau T-34/76 cum erau denumite de germani) a fost modelul inițial:
- Model 1940 (T-34/76A) — Modelul inițial cu tun L-11 de calibrul 76,2 mm și turelă pentru 2 oameni
- Model 1941 (T-34/76B) — Principalul model de producție cu blindaj mărit și tunul superior F-34
- Model 1942 (T-34/76C) — Multe modificări minore
- Model 1943 (T-34/76D, E, si F) — O noua turelă hexagonală, denumită „Mickey Mouse” de către germani din cauza aspectului turelei când trapele superioare erau deschise.
- T-34/57 — Mai puțin de 324 T-34 au fost dotate în 1941 și 1943-1944 cu tunul anticar M1943 ZiS-4 sau ZIS-4M cu energie cinetică mare la gura țevii, de calibrul 57 mm, pentru a fi folosite ca vânători de tancuri. Câteva vehicule au participat la Bătălia pentru Moscova.

Tancul T-34-85 (T-34/85) a fost o modificare majoră, cu o turelă mai mare pentru 3 persoane și un tun de calibrul 85 mm.
- Model 1943 — Produs în număr mic între lunile februarie și martie 1944 cu tunul D-5T de calibrul 85 mm
- Model 1944 — Principalul model de producție, dotat cu tunul ZiS-S-53 de calibrul 85 mm; echipamentul radio a fost mutat în turelă, iar sistemul de ochire a fost îmbunătățit.

În 1944, planurile pentru un model T-34 mai avansat au fost reluate. Acestea s-au concretizat sub forma tancului T-44. Acest model avea o turelă bazată pe cea a modelului T-34/85, dar cu o suspensie nouă și un motor montat transversal. Avea un profil mai mic decât T-34/85 și era mai simplu de fabricat. Între 150 și 200 de tancuri T-44 au fost construite până la sfârșitul războiului. Câteva au fost transformate în T-54, după schimbarea transmisiei, turelei și tunului.
Alte variante:
- OT-34 si OT-34-85 - Tancuri dotate cu aruncătoare de flăcări în locul mitralierei din carcasa blindată.
- PT-1 - Tancuri folosite pentru deminare (Protivominniy Tral).
- Tunuri autopropulsate - Șasiul lui T-34 a stat la baza autotunurilor SU-122, SU-100 și SU-85.
- Vehicule specializate - Câteva T-34 au fost folosite de către pontonieri și la recuperarea tancurilor defecte.

## Utilizare

### Al Doilea Război Mondial

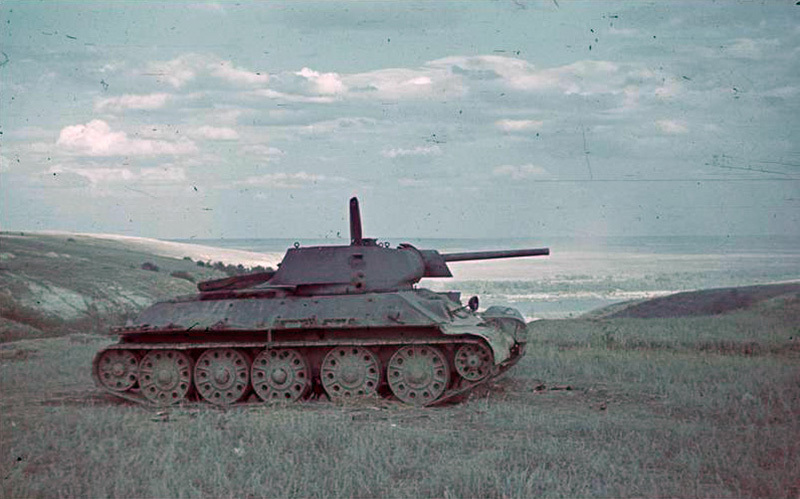
Un T-34 distrus în apropierea Mării Negre (iunie 1942)

Efectul psihologic al apariției tancurilor T-34 pe câmpul de luptă din vara anului 1941 a fost imens. Armata germană se aștepta să înfrunte un inamic inferior, însă T-34 era superior tancurilor germane și aproape invulnerabil în condiții normale de luptă. Singurele arme eficiente împotriva noului tanc sovietic erau tunul antiaerian de calibrul 88 mm, aviația și folosirea obuzierelor de la distanță mică. Infanteria germană era dotată cu tunul anticar PaK de calibrul 37 mm. Acesta a fost denumit ulterior „ciocănitorul de uși” de către infanteriștii germani fiindcă era complet ineficient împotriva tancului T-34. Până la apariția în număr mare a tunurilor anticar de 5 cm PaK 38 și celui de 75 mm PaK 40, infanteria germană nu a avut mijloacele de a răspunde unui atac al tancurilor T-34.
Totuși, numărul mic și problemele tehnice au redus eficacitatea tancului sovietic. Practic, în vara anului 1941, jumătate dintre pierderile consemnate de sovietici erau tancuri defectate. Lipsa unui filtru de aer eficient, a unei transmisii bune și a unui ambreiaj rezistent au făcut ca în vara anului 1941 impactul tancurilor T-34 să nu fie atât de mare. Turela de 2 oameni era un dezavantaj notabil pe câmpul de luptă, lipsa echipamentului radio și tactica greșită a dispersării tancurilor printre infanterie în loc de concentrarea lor în unități compacte a contribuit la succesul inițial al armatei germane.
În iarna dintre anii 1941 și 1942, T-34 a continuat să domine câmpul de luptă. Șenilele late au făcut diferența, tancul sovietic fiind mult mai mobil decât cele germane. Panzer III și Panzer IV se afundau în noroi fiindcă aveau șenilele mult mai înguste și o suspensie inferioară. Motorul diesel era mult mai puternic, mai rezistent și consuma mai puțin carburant decât motoarele Maybach pe benzină folosite de germani. Acestea din urmă trebuiau pornite din 15 în 15 minute pentru a le menține funcționale în condițiile iernii din Rusia.

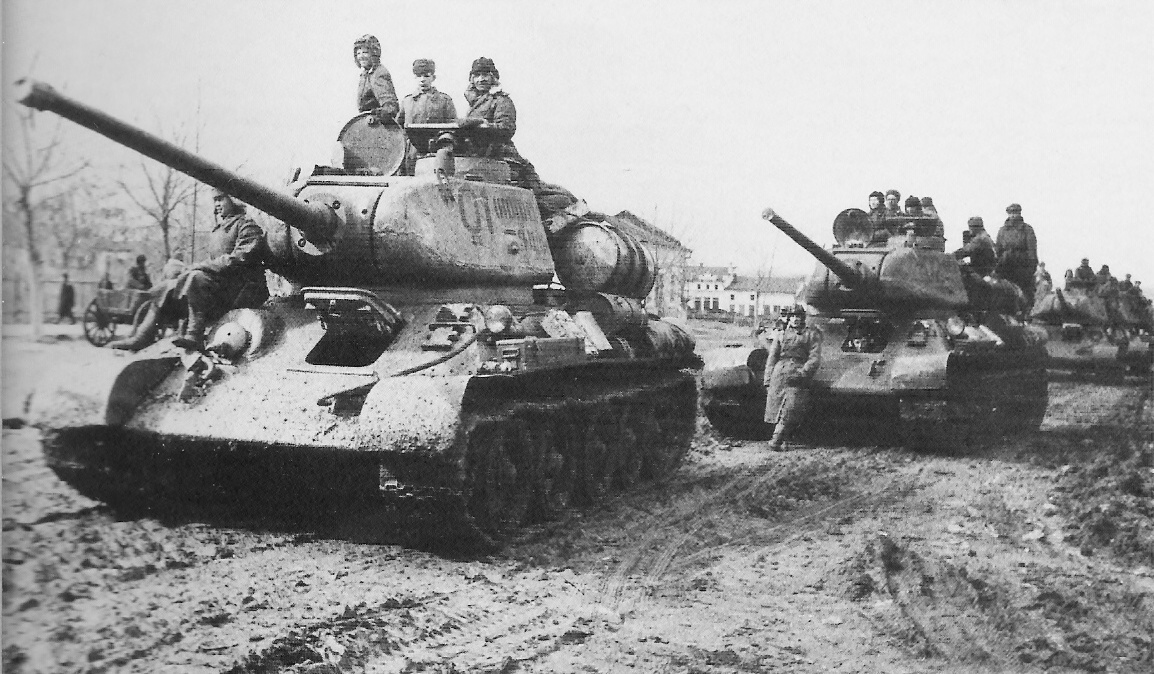
Coloană de tancuri T-34/85 pe Frontul de Răsărit.

Între anii 1942 și 1943, Armata Roșie s-a concentrat pe refacerea pierderilor din 1941 și îmbunătățirea tacticii. Producția a crescut rapid, ajungând la 1300 de tancuri T-34 pe lună, dar designul a rămas același, în ciuda apariției unor tancuri germane mai bune. Nevoia unui număr crescut de blindate a fost mai presantă decât modernizarea tancului. Pierderile au rămas mari, din cauza tacticii ineficiente și din cauza echipării armatei germane cu arme capabile să contracareze atacurile tancurilor T-34.
Deși începând cu 1942 armata germană a folosit tunul de 75 mm PaK 40 pentru luptele antitanc, T-34 nu a fost îmbunătățit până în 1943. Atunci au apărut pe câmpul de luptă tancul mediu Panther și tancul greu Tiger I. T-34 a fost îmbunătățit, fiind echipat cu un tun de 85 mm capabil să perforeze blindajul noilor tancuri germane.
În ultimii ani de război, tacticile tanchiștilor sovietici erau încă inferioare tacticii germane, însă numărul tancurilor germane nu era suficient pentru a înclina balanța. În 1944, T-34/85 era superior tancului german Panzer IV și vânătorilor de tancuri StuG III, dar nu era la fel de bine protejat și înarmat ca tancul mediu Panther. Tancurile de fabricație germană erau superioare, însă mult mai complexe, fiind dificil de întreținut și fabricat. Tactica sovieticilor de a produce T-34 în număr mare a înclinat balanța războiului.
La începutul războiului în 1941, procentajul tancurilor T-34 în Armata Roșie era de 4%. La sfârșitul războiului, 55% dintre tancurile sovietice erau T-34 sau bazate pe acest model.

### Utilizare după cel de-al Doilea Război Mondial

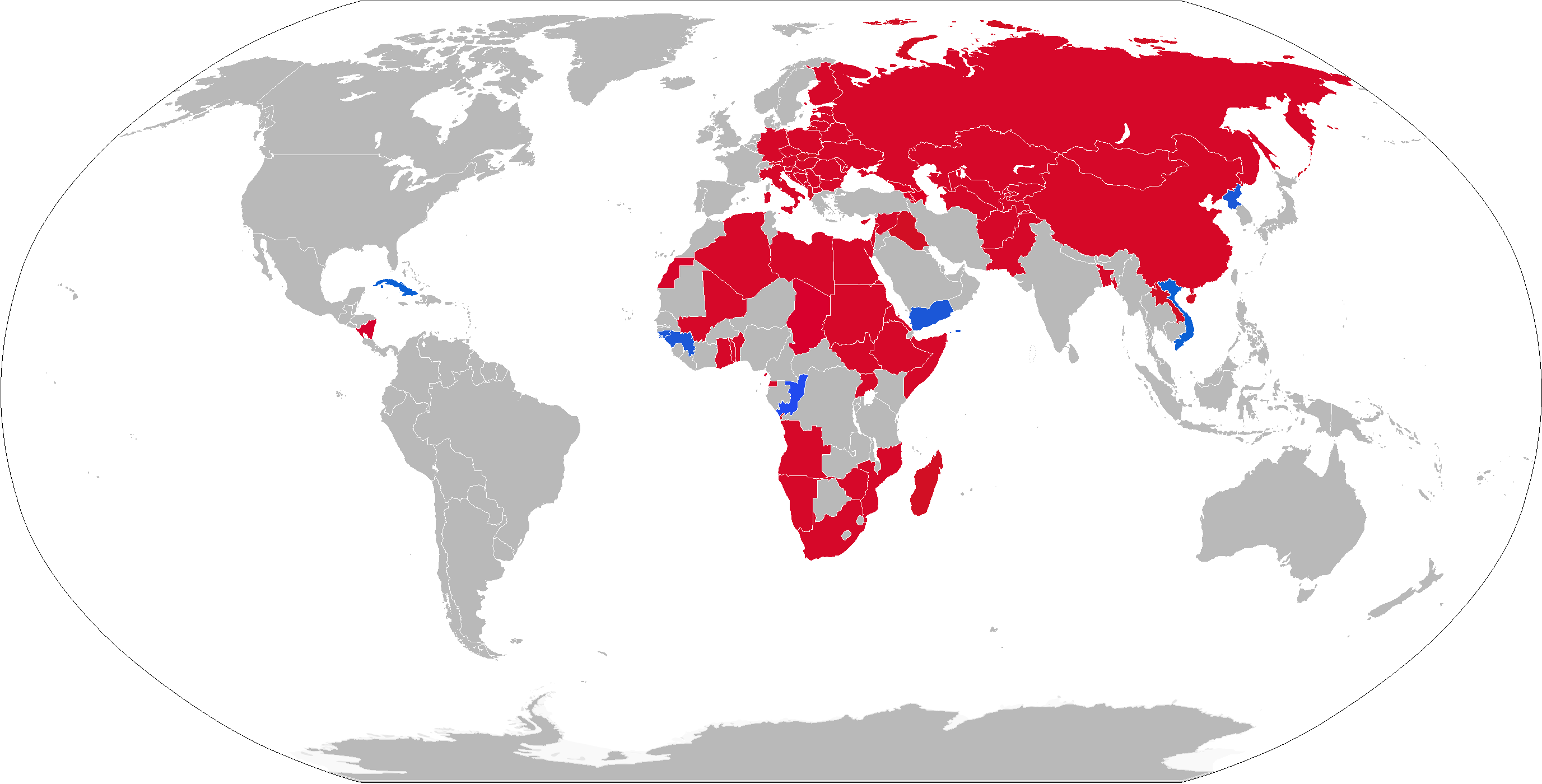
Țările care au folosit tancul T-34 (în roșu)

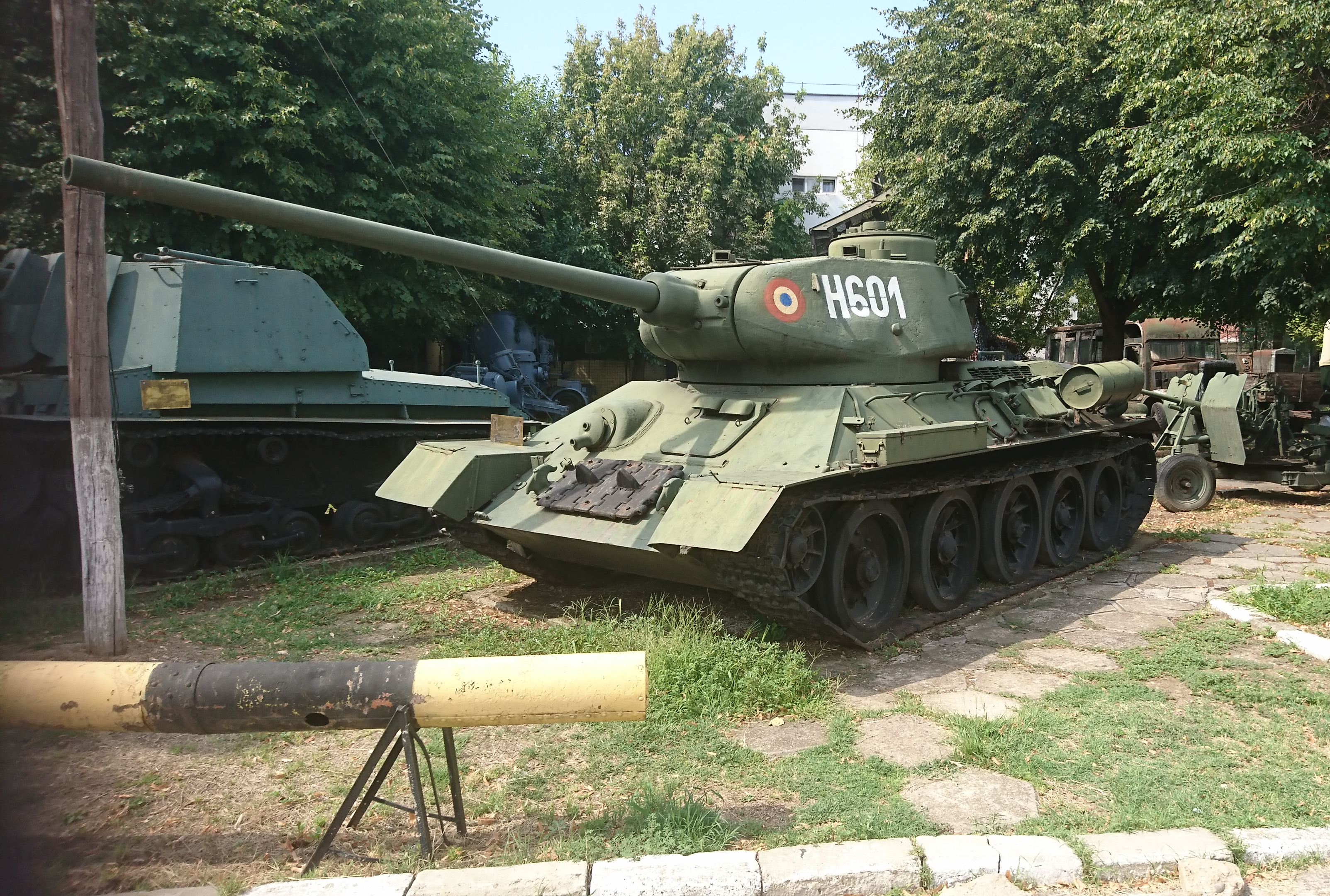
T-34/85 expus la Muzeul Militar Național „Regele Ferdinand” (București)

T-34 a fost folosit de multe dintre statele sovietice. În Războiul din Coreea, T-34 a fost folosit încă de la început, când 120 de tancuri echipate cu tunul de calibrul 85 mm au fost vârful de lance al invaziei nord-coreene. Alte tancuri au ajuns pe front la scurt timp după acest eveniment. T-34/85 au avut confruntări cu tancurile ușoare M24 Chaffee, cu tancurile medii M4 Sherman și cu tancul greu M26 Pershing.
Armata finlandeză a folosit T-34 atât în timpul războiului (exemplare capturate), cât și după război până la începutul anilor 1960. Multe au fost îmbunătățite cu echipament din Vest, precum sistemul optic.
T-34 a fost folosit și de către țările Pactului de la Varșovia. Tancul a fost folosit pentru reprimarea revoltelor din 1953 (RDG) și 1956 (Ungaria). A mai fost folosit în războaiele din Orientul Mijlociu, în Războiul din Vietnam și în Războiul din Bosnia. Tancurile T-34/85 au fost folosite în diverse acțiuni și conflicte din fosta Iugoslavie. Armata irakiană avea tancuri de acest tip în timpul războiului din 1990. Statele africane au folosit T-34 în diverse conflicte, iar Cuba a trimis și ea tancuri din acest model în Africa. În 1974, tancurile de fabricație sovietică au fost folosite în conflictele din Cipru.
China a produs o copie a tancului T-34 pentru o scurtă perioadă. Aceste tancuri au fost denumite Model 58. Când Modelul 59 (bazat pe T-54A) a fost disponibil, producția a încetat. Câteva au fost transformate în vehicule utilizate de pompieri.

### Utilizare în România
În timpul celui de-al Doilea Război Mondial, trupele române au capturat un număr mic de tancuri T-34, însă acestea nu au fost folosite decât pentru o scurtă perioadă din cauza lipsei pieselor de schimb. Majoritatea tancurilor capturate au fost trimise în România pentru teste și instrucție. Planurile Statului Major de a fabrica o copie a tancului în România nu s-au concretizat din cauza industriei autohtone embrionare. Toate tancurile de fabricație sovietică au fost confiscate de Armata Roșie după 23 august 1944.

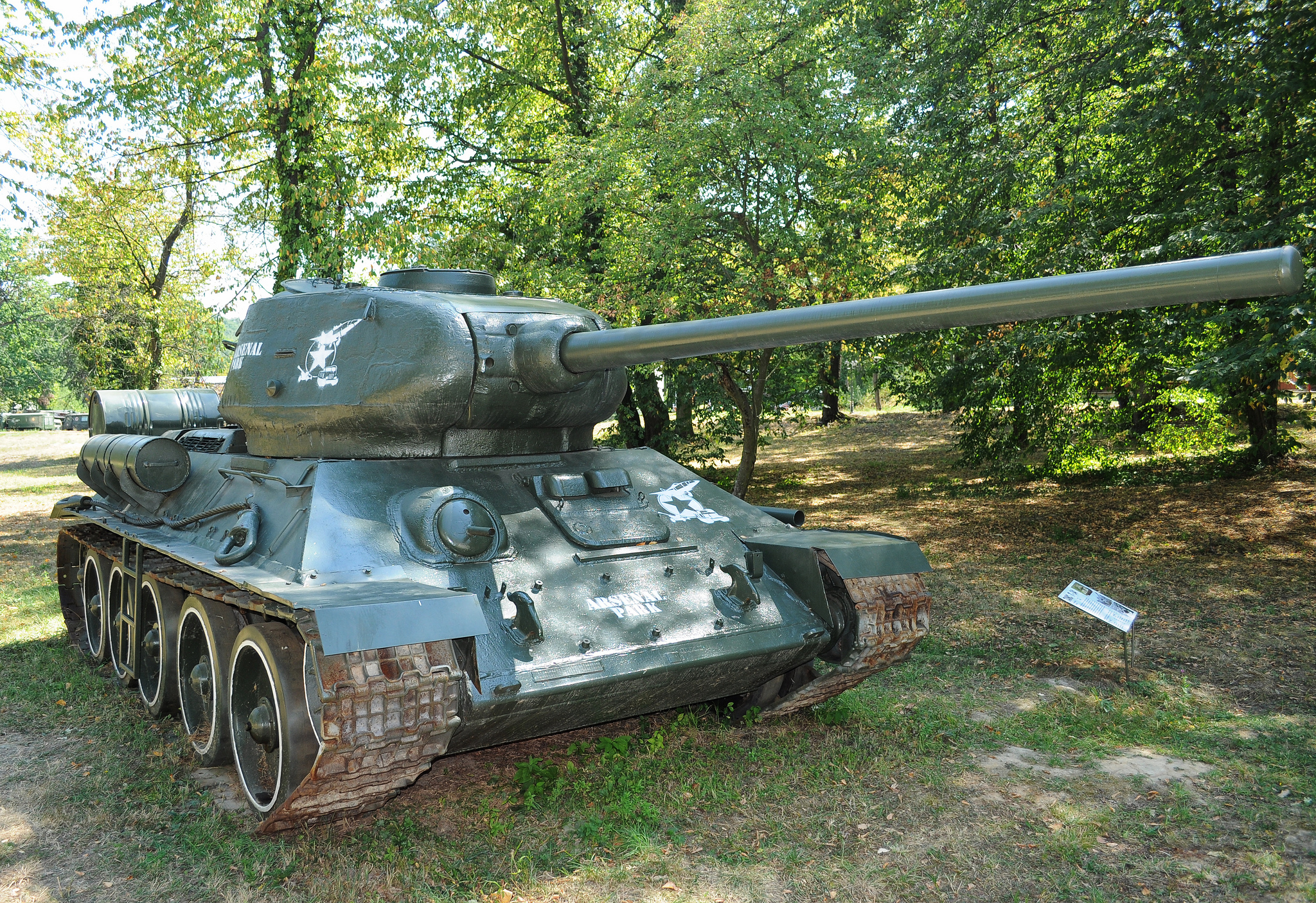
T-34/85 expus la Arsenal Park, Orăștie.

În 1949, Armata Română a înlocuit tancurile Panzer IV (denumit T-4 în România) și Panther (denumit T-5 Pantera) din dotare cu tancuri T-34 fabricate în URSS, Polonia și Cehoslovacia. Toate tancurile de fabricație germană au fost scoase din uz și casate până în 1954. La începutul anilor 1960 au fost importate și tractoare de evacuare SPK-5 construite pe șasiul tancului T-34. După anul 1961, tancurile T-34 au fost revitalizate și modernizate. Majoritatea pieselor de schimb au început să fie fabricate în țară (demaroare electrice, generatoare, acumulatoare, discuri de ambreiaj, pinioane pentru cutia de viteze, patine, bolțuri, galeți etc.). Tancurile au fost etanșate pentru a traversa cursuri de apă cu o adâncime de maxim 5 metri, au fost montate girodirecționale, cutii de viteze cu 5 trepte și preîncălzitoare pentru pornirea motorului pe timp de iarnă, filtre suplimentare la motor pentru a prelungi durata de exploatare a acestuia și au fost înlocuite stațiile radio sovietice 9 RS cu stații moderne RM-31-T (de fabricație cehoslovacă). Între 1960 și 1965, tancurile T-34 au fost adaptate pentru a folosi la nevoie aparate de vedere pe timp de noapte cu raze infraroșii. Tractoarele pe șasiu de T-34 au fost echipate cu scripeți și palane pentru scoaterea tancurilor avariate.
La mijlocul anilor 1980 a fost propusă o modernizare a tancurilor T-34/85 cu următoarele componente: telemetru laser, stabilizator în două planuri pentru tun, mitraliera antiaeriană de cal. 12,7 mm DȘK, proiector în infraroșu Luna, manșon termic pentru țeava tunului, șorțuri laterale anticumulative din covor de cauciuc, grenade fumigene, lamă de buldozer opțională, motorul tancului T-55, șenile modernizate (cu articulație metal-cauciuc), galeții tancului T-55 și amortizoare moderne. Îmbunătățirile nu au fost implementate, deși un prototip a fost construit. Ulterior, unele tancuri au fost transformate în utilaje pentru agricultură în cadrul programului SOL, ca urmare a unui referendum privind reducerea efectivelor forțelor armate.
În 1990, România avea în dotare 1060 de tancuri T-34. Acestea au fost retrase din uz în 1994 (deși Steven Zaloga afirmă că în anul 1996 erau încă în dotarea armatei).